# Деланко Тауншип (Нью-Джерсі)
Деланко Тауншип (англ. Delanco Township) — селище (англ. township) в США, в окрузі Берлінгтон штату Нью-Джерсі. Населення — 4824 особи (2020).

## Демографія
Згідно з переписом 2010 року, у селищі мешкали 4283 особи в 1755 домогосподарствах у складі 1241 родини. Було 1853 помешкання
Расовий склад населення:
| - 82,8 % — білих - 11,0 % — чорних або афроамериканців - 1,9 % — азіатів - 0,5 % — корінних американців - 0,1 % — вихідців з тихоокеанських островів |

До двох чи більше рас належало 2,8 %. Частка іспаномовних становила 3,5 % від усіх жителів.
За віковим діапазоном населення розподілялося таким чином: 19,7 % — особи молодші 18 років, 64,2 % — особи у віці 18—64 років, 16,1 % — особи у віці 65 років та старші. Медіана віку мешканця становила 42,4 року. На 100 осіб жіночої статі у селищі припадало 94,8 чоловіків;  на 100 жінок у віці від 18 років та старших — 91,3 чоловіків також старших 18 років.
Середній дохід на одне домашнє господарство  становив 87 423 долари США (медіана — 67 153), а середній дохід на одну сім'ю — 96 745 доларів (медіана — 90 208). Медіана доходів становила 60 000 доларів для чоловіків та 45 422 долари для жінок. За межею бідності перебувало 4,5 % осіб, у тому числі 1,4 % дітей у віці до 18 років та 1,6 % осіб у віці 65 років та старших.
Цивільне працевлаштоване населення становило 2415 осіб. Основні галузі зайнятості: освіта, охорона здоров'я та соціальна допомога — 25,7 %, виробництво — 12,0 %, фінанси, страхування та нерухомість — 10,1 %, науковці, спеціалісти, менеджери — 8,9 %.